# Dominion du Ghana
Pour les articles homonymes, voir Ghana (homonymie).
1957–1960
Entités précédentes :
- Côte-de-l'Or

Entités suivantes :
- République du Ghana

Le dominion du Ghana est un royaume du Commonwealth entre le 6 mars 1957 et le 1er juillet 1960, avant la proclamation de la république du Ghana. Il est le premier pays d'Afrique occidentale à accéder à l'indépendance.

## Histoire
La domination britannique sur le territoire ghanéen prend fin en 1957, lorsque la loi sur l'indépendance du Ghana transforme la colonie britannique de la Côte-de-l'Or en royaume indépendant,. Le monarque britannique reste toutefois le chef de l'État, et le Ghana partage son souverain, en l'occurrence la reine Élisabeth II, avec les autres royaumes du Commonwealth. Le rôle de la reine est principalement exercé par le gouverneur général du Ghana. Deux gouverneurs généraux se succèdent :
1. Charles Arden-Clarke (6 mars – 24 juin 1957) ;
2. William Hare, 5e comte de Listowell (24 juin 1957 – 1er juillet 1960).

Bien que le pays soit appelé « dominion du Ghana » pendant cette période, il n'a jamais eu le statut juridique de dominion au sein de l'Empire britannique. Le statut de dominion cesse d'exister de facto à partir de 1949, les anciens dominions devenant des pays indépendants du Commonwealth ; toutefois, le terme continue d'être utilisé pendant trente ans, et Kwame Nkrumah demande le statut de dominion pour la Côte-de-l'Or dès 1951, comme étape des négociations pour l'indépendance.
Durant cette période, Kwame Nkrumah occupe la fonction de Premier ministre. Lors du référendum constitutionnel organisé le 27 avril 1960, 88,47 % des Ghanéens se prononcent en faveur de l'abolition de la monarchie. Le 1er juillet 1960, la république est proclamée. Nkrumah remporte l'élection présidentielle et devient le premier président du Ghana.